# Parco naturale dello Sciliar-Catinaccio

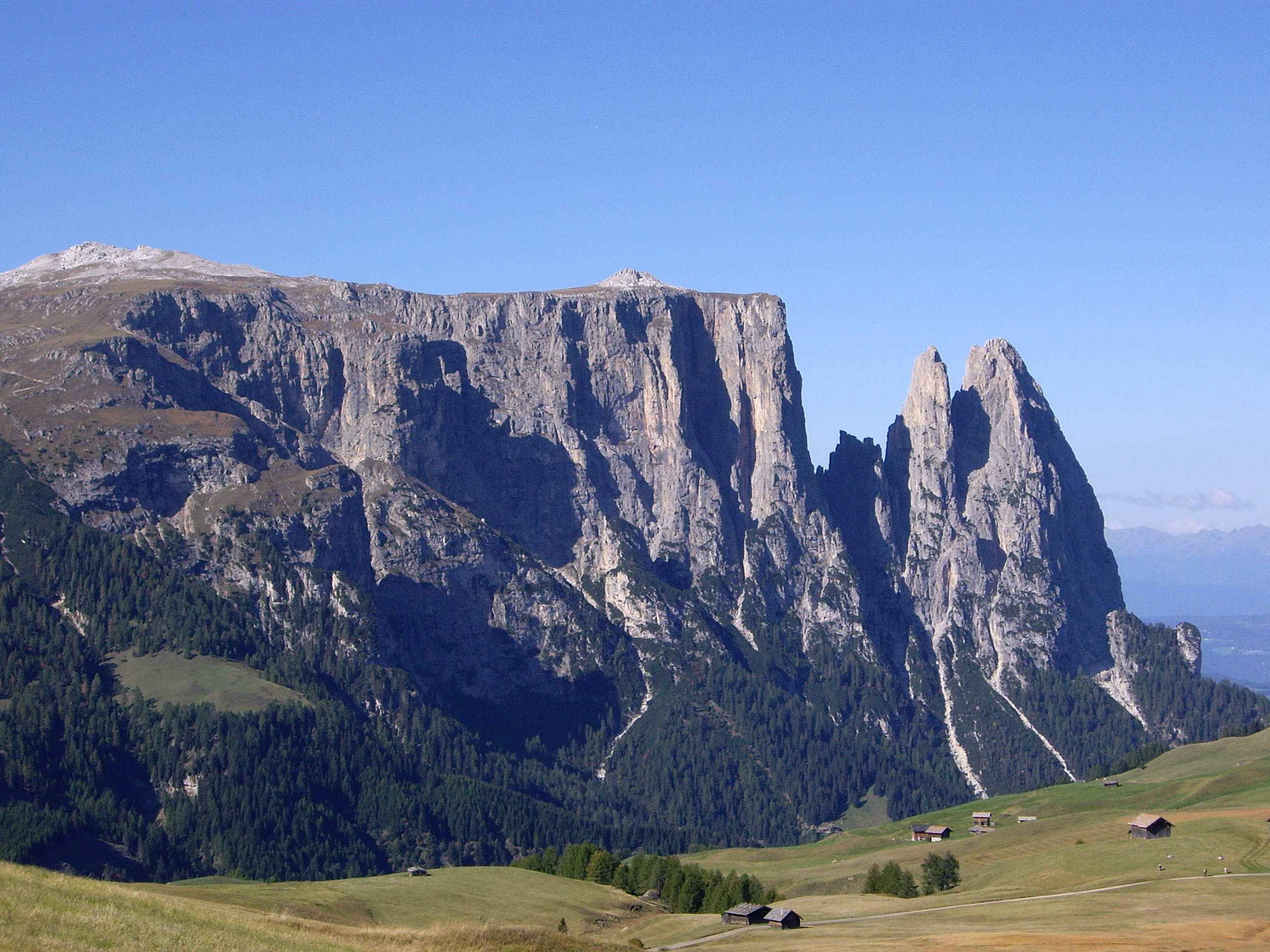
Lo Sciliar visto dall'Alpe di Siusi

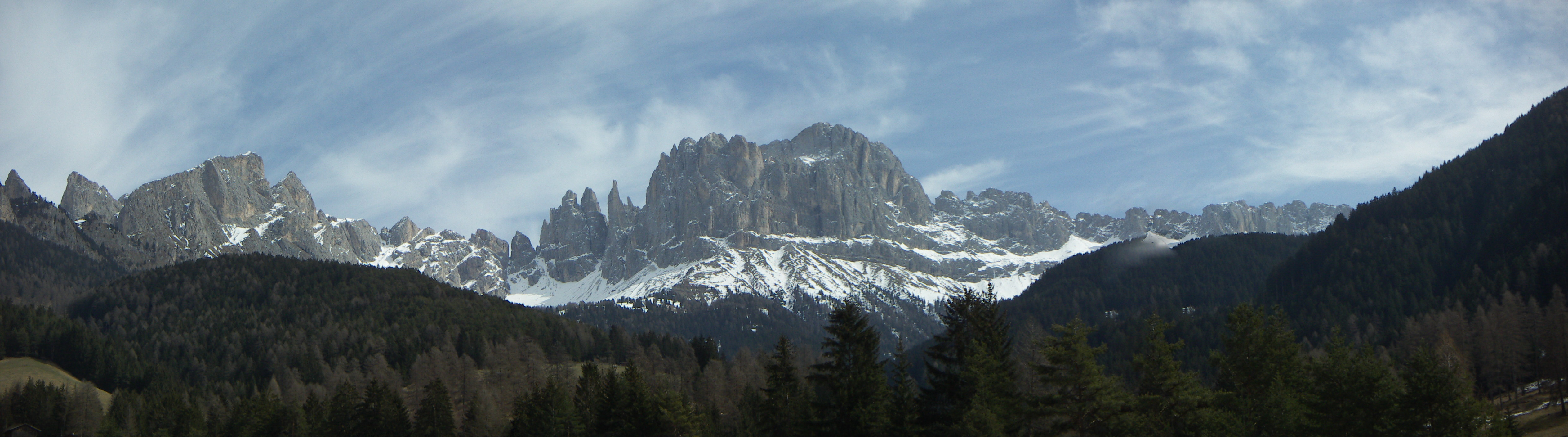
Il Catinaccio visto dalla val di Tires

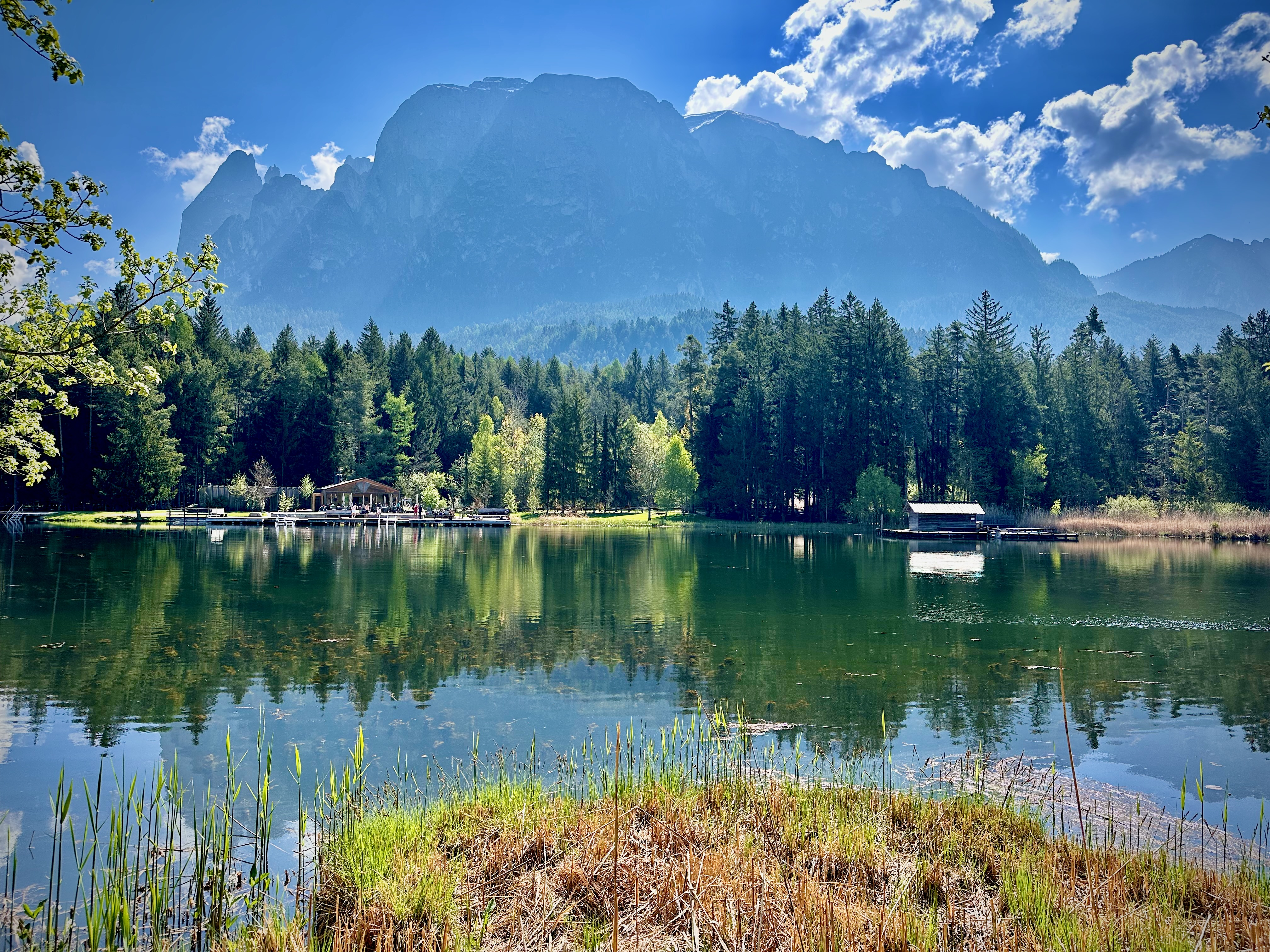
Il lago di Fiè

Il parco naturale Sciliar-Catinaccio (Naturpark Schlern-Rosengarten in tedesco) è un'area naturale protetta di 6.796 ettari che si trova nella catena delle Dolomiti occidentali in Alto Adige.
Fu istituito nel 1974, primo dei sette parchi in Provincia di Bolzano, e - assieme alla zona di tutela paesaggistica dell'alpe di Siusi - va a formare una grande area naturale. Il parco è famoso per due delle sue cime più famose: la punta Santner e la punta Euringer. Lo Sciliar (Schlern) ha come punto più alto il monte Pez, con i suoi 2.563 metri s.l.m.. Dall'anno 2003 anche il Catinaccio fa parte dell'area naturale.

## Cime principali
- Sciliar (Schlern), 2.563 m
- Catinaccio (Rosengarten), 2.981 m

## Principali rifugi
- Rifugio Bolzano (2.450 m)
- Rifugio Alpe di Tires (2.440 m)

## Laghi
- Lago di Fiè

## Comuni
Il parco comprende territori dei comuni di Castelrotto, Tires e Fiè allo Sciliar.

## Centro visite
In 2022 è stato aperto a Siusi il centro visite del parco che dedica molto spazio alla geologia unica del parco, nonché alla vegetazione e alla fauna.
Nei pressi dei Bagni di Lavina Bianca (Weißlahnbad), nel comune di Tires, è situato il "punto informativo Steger Säge", allestito dentro ad un vecchio mulino ad acqua che faceva funzionare una segheria idraulica, attiva sin dal lontano 1598 fino alla fine degli anni 1950.
Oltre a questo centro visite, presso il lago di Fiè si trova un punto informativo (Infostelle Völser Weiher).

## Fauna
All'interno del parco la fauna presente è di varia specie: comprende scoiattoli, falchi, marmotte e tante altre specie. Allo stato semi-libero invece, esistono allevamenti di cavalli, mucche e capre.